# Porc-épic (comics)
Pour les articles homonymes, voir Porc-Épic (homonymie).
Le Porc-épic (« Porcupine » en VO) est un super-vilain évoluant dans  l'univers Marvel de la maison d'édition Marvel Comics. Créé par le scénariste Stan Lee et le dessinateur Don Heck, le personnage de fiction apparaît pour la première fois dans le comic book Tales to Astonish #48 en octobre 1963.

## Biographie du personnage

### Origines et parcours
Alexander Gentry était un scientifique travaillant pour le compte de l'armée américaine, dans le secteur des armements. Il conçut une armure basée sur l'animal dont il tire son nom de code. Pensant que son invention valait bien plus que ce qu'allait lui payer l'armée, il décida de la garder pour lui, et il se lança très vite dans une carrière criminelle. Il fut d'ailleurs l'un des premiers criminels armurés.
Hank Pym et la Guêpe le stoppèrent lors d'un braquage de banque mais il parvint à s'enfuir. Le Porc-épic essaya de se venger de Giant-Man mais dans la bataille se retrouve réduit à une taille microscopique après avoir bu un sérum créé par le Vengeur géant.
L'effet se dissipa, et on le revit au mariage de Red Richards et Jane Storm, engagé par le Docteur Fatalis pour semer le chaos.
Il fut ensuite recruté par le Comte Nefaria, tout comme l'Anguille, l’Homme-plante, l’Épouvantail et la Licorne, tous de futurs alliés proches au cours de sa carrière. Les criminels tentèrent de s'emparer de Washington DC, mais furent vaincus par les X-Men. Le Porc-épic réussit une nouvelle fois à s'échapper et rejeta la faute sur ses partenaires. Après quelque temps toutefois, il réalisa qu'il n'était pas fait pour être un super-criminel de renom.
Des années après, il fut engagé dans la Brigade de Batroc mais échoua face à Captain America. Ce dernier le battit une nouvelle fois, malgré l'aide de ses partenaires.
Convaincus d'être des ratés, Gentry et Leopold Stryke (l'Anguille) cherchèrent l'appui d'une secte, secrètement contrôlée par l'alien Nébulon. Ils furent encore battus, par les Défenseurs.
Gentry resta longtemps un homme de main, travaillant pour la maffia ou encore Justin Hammer (contre Iron Man. Gentry resta dans le monde du crime mais fut battu à chaque combat : Hank Pym, la Guêpe, Nighthawk, Hellcat. Il termina un jour en prison, pour finalement être libéré par Justin Hammer, qui l'embaucha pour combattre Iron Man, puis le vira pour son incompétence.

### Fin de carrière
Fatigué de perdre, il décida de vendre son armure et de vivre du bénéfice réalisé. L'Empire Secret, intéressé, demanda un test, mais Gentry perdit face à Captain America, et retourna en prison. À sa sortie, il essaye encore de revendre l'armure à diverses organisations criminelles, mais personne ne l'acheta. 
Désespéré, il osa demander aux Vengeurs de l'acheter. Captain America accepta. En échange, il devait les mener à la Société du serpent. Dans le combat, Diamondback blessa mortellement Gentry. Juste avant de mourir, Captain America le rassura sur sa valeur, car il l'avait aidé à vaincre 4 membres de la Société. En son honneur, l'armure du Porc-épic fut exposé dans le Manoir des Vengeurs.

### Le nouveau Porc-épic
Depuis Civil War, un homme à l'identité inconnue a utilisé l'armure du Porc-épic. Il fut battu par les Thunderbolts.

## Pouvoirs et capacités
- L'armure du Porc-épic, renforcé de plaques métalliques et de plastique semi-rigide, le protège des balles et des lasers. Elle a déjà prouvé sa résistance contre de petites explosions.
- Le casque est équipé d'une réserve d'oxygène de 6 heures et de la vision nocturne. Il inclut aussi un radar et un masque à gaz filtrant, le tout contrôlé par un système électronique. Ce même système permet aussi de contrôler de petites caméras volantes, ou de cibler plus facilement ses adversaires.
- Une partie de l'armure est recouverte de piquants éjectables grâce à des poches de gaz sous pression. D'autres gadgets pouvaient toutefois être lancés : mini-missiles, bombes, grenades fumigènes, capsules de ciment liquide ou de napalm, bâtonnets phosphorescents...
- Pendant un temps, l'armure possédait un petit lance-flamme et un pistolet laser dissimulés sous les piquants.
- Les bottes à réaction (boot-jets) de l'armure lui permettent de voler à faible vitesse pendant 10 minutes.
- Le costume abritait aussi des poches pour stocker des grenades anesthésiantes.

## Apparitions dans d'autres médias
Porc-épic est apparu dans l'épisode 7 de la mini-série She-Hulk : Avocate, interprété par Jordan Aaron Ford. 